# Comuna Iskrivka, Petrove
Iskrivka (în ucraineană Іскрівка) este o comună în raionul Petrove, regiunea Kirovohrad, Ucraina, formată din satele Iskrivka (reședința) și Novofedorivka.

## Demografie
Componența lingvistică a comunei Iskrivka
     Ucraineană (94,57%)
     Rusă (2,84%)
     Alte limbi (0,84%)
Conform recensământului din 2001, majoritatea populației comunei Iskrivka era vorbitoare de ucraineană (94,57%), existând în minoritate și vorbitori de rusă (2,84%) și armeană (1,59%).